# Carbofuran
Carbofuran ist ein Insektizid, Akarizid und Nematizid mit breitem Wirkungsspektrum. Es gehört zur Stoffgruppe der Carbamate.

## Synthese
Carbofuran entsteht in einer mehrstufigen Reaktion aus Brenzcatechin, 3-Chlor-2-methylpropen und Methylisocyanat.

## Wirkung
Carbofuran ist ein systemisch wirkendes Insektizid mit Wirkung als Fraß- und Kontaktgift.
Seine Wirkung beruht auf der Hemmung der Cholinesterasen Acetylcholinesterase (AChE) und Butyrylcholinesterase (BuChE).

## Zulassung
Carbofuran ist aufgrund einer Entscheidung im Juni 2007 für den Bereich der Europäischen Union nicht mehr als Wirkstoff in Pflanzenschutzmitteln zugelassen.
In Österreich konnte es im Erwerbsgartenbau sowie zum Beizen von Rübensamen verwendet werden. Seit Dezember 2008 sind der Verkauf, die Anwendung und der Besitz in Österreich untersagt. In der Bundesrepublik Deutschland war Carbofuran kein zugelassener Wirkstoff, bei Bedarf wurden jedoch Ausnahmegenehmigungen erteilt. Carbofuran war in der Schweiz gegen eine Vielzahl von Schadinsekten im Erwerbsgartenbau sowie beim Anbau von Mais, Rüben, Champignons und Zwiebeln zugelassen. Die Zulassung in der Schweiz wurde 2011 entzogen, die Verkaufsfrist lief bis Mai 2012, die Aufbrauchsfrist bis Mai 2013.

## Toxizität
Als LD50 wurden bei der Ratte 8,2–14,1 mg·kg−1 Körpergewicht, beim Hund 19 mg·kg−1 Körpergewicht ermittelt. Bei Langzeituntersuchungen (Ratte, 2 Jahre) lag der NOEL bei 10 mg·kg−1 Futter, ab 100 mg·kg−1 Futter trat eine Wachstumsdepression auf.

## Umweltverhalten
Die Halbwertszeit für den Abbau im Boden beträgt 8 bis 13 Tage. Die Mobilität im Boden ist hoch. Carbofuran ist bienentoxisch.
In Afrika wurde Carbofuran unter anderem zum Wildern von Vögeln missbraucht. In Vorarlberg (2012 und 2016) wurde illegales Carbofuran via Tauben als Köder gegen Greifvögel eingesetzt. Bei Anfang 2021 in Bayern gefundenen toten Greifvögeln wurde ein mit Carbofuran präparierter Fasan gefunden. In Basel wurden seit Sommer 2020 acht Greifvögel vergiftet.